# Steven Hooker
Steven (Steve) Hooker (Melbourne, 16 juli 1982) is een Australische polsstokhoogspringer. Hij werd olympisch, wereld- en Gemenebestkampioen in deze discipline. Hij nam driemaal deel aan de Olympische Spelen en won hierbij in totaal één medaille.

## Biografie

### Begin carrière
Hooker, wiens vader Bill rond het begin van de jaren zeventig een goede 800 meter- (pr: 1.45,36) en 400 m hordeloper (pr: 50,6 s) was en wiens moeder Erica Nixon triomfen vierde als verspringster (tweede op de Gemenebestspelen 1978 met 6,58 m), begon zelf zijn sportloopbaan als deelnemer aan het Australian Rules Football, voordat hij op atletiek overstapte.
Op de wereldkampioenschappen voor junioren (U20) in 2000 werd Steve Hooker vierde. Op de Olympische Spelen van Athene in 2004 en de wereldkampioenschappen in 2005 wist hij zich niet te plaatsen voor de finale.

### Gemenebestkampioen
In 2006 won Hooker op de Gemenebestspelen bij het polsstokhoogspringen de gouden medaille. Zijn persoonlijk record van 5,96 m sprong hij in september 2006 in Berlijn. Hij staat hiermee als derde Australiër genoteerd op de lijst van polsstokhoogspringers, achter zijn landgenoten Dmitri Markov en Paul Burgess.

### Olympisch kampioen
In 2008 veroverde Steve Hooker de bronzen medaille tijdens de wereldindoorkampioenschappen in Valencia met een sprong over 5,80. In augustus van dat jaar werd Steve Hooker olympisch kampioen op de Olympische Spelen van Peking. Met een beste poging van 5,96 versloeg hij de Rus Jevgeni Loekjanenko (zilver; 5,85) en Oekraïner Denys Joertsjenko (brons; 5,70).

### Wereldkampioen
Een jaar later kwam Hooker geblesseerd naar de WK in Berlijn. Een liesblessure maakte het hem eigenlijk onmogelijk om te springen, maar de Australiër wilde het er, mede gezien zijn pas verworven status van regerend olympisch kampioen, niet bij laten zitten. Ondanks hevige pijnen wist hij er toch twee pogingen uit te persen. De eerste op 5,85 mislukte, maar bij zijn tweede poging, waarbij hij de lat inmiddels op 5,90 had laten leggen, slaagde hij wél. Aangezien van de concurrentie niemand deze hoogte had gehaald, werd Hooker hiermee wereldkampioen.

### Opnieuw succes
Bij de WK indoor van 2010 in Doha pakte Hooker ruim de overwinning door over 6,01 te springen, waar de nummer twee Malte Mohr niet verder kwam 5,70. Een wereldrecordpoging die daarop volgde mislukte. Meer succes voor Hooker was er bij de Gemenebestspelen, waar hij voor de tweede achtereenvolgende keer kampioen werd.
2011 kan worden gezien als een verloren jaar voor Steve Hooker. Door blessures kwam hij niet tot de hoogten van de jaren ervoor. Zo behaalde hij bij de WK in Daegu in de kwalificaties niet zijn aanvangshoogte van 5,50, wat leidde tot onmiddellijke uitschakeling.
In mei 2012 plaatste Hooker zich met een hoogte van 5,72 voor de Olympische Spelen van Londen, waar hij zijn titel hoopte te verdedigen. Via 5,50 in de kwalificatieronde drong hij door tot de finale. Doordat hij in de finale echter geen geldige sprong wist te produceren, eindigde hij met Brad Walker daar op de laatste plaats.

## Titels
- Wereldkampioen polsstokhoogspringen - 2009
- Wereldindoorkampioen polsstokhoogspringen - 2010
- Olympisch kampioen polsstokhoogspringen - 2008
- Gemenebestkampioen polsstokhoogspringen - 2006, 2010
- Australisch kampioen polsstokhoogspringen - 2008, 2010

## Persoonlijke records

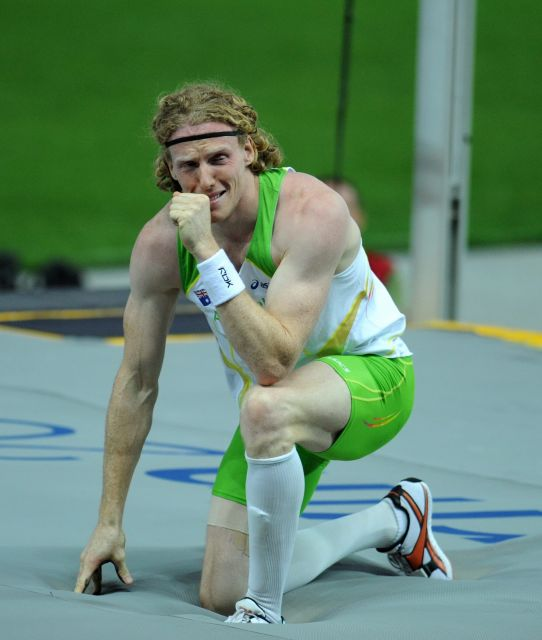
Steven Hooker verbijt de pijn en wordt in Berlijn wereldkampioen.

Outdoor
| Onderdeel            | Prestatie | Datum           | Plaats   |
| -------------------- | --------- | --------------- | -------- |
| 200 m                | 21,78     | 27 maart 2004   | Canberra |
| polsstokhoogspringen | 6,00 m    | 27 januari 2008 | Perth    |

Indoor
| Onderdeel            | Prestatie   | Datum           | Plaats |
| -------------------- | ----------- | --------------- | ------ |
| polsstokhoogspringen | 6,06 m (AR) | 8 februari 2009 | Boston |

## Prestaties

### Kampioenschappen
| Jaar | Wedstrijd            | Plaats    | Resultaat | Extra  |
| ---- | -------------------- | --------- | --------- | ------ |
| 2000 | WK junioren          | Santiago  | 4e        | 5,20 m |
| 2003 | Universiade          | Daegu     | 11e       | 5,10 m |
| 2006 | Gemenebestspelen     | Melbourne | 1e        | 5,80 m |
| 2006 | Wereldatletiekfinale | Stuttgart | 5e        | 5,75 m |
| 2006 | Wereldbeker          | Athene    | 1e        | 5,80 m |
| 2007 | WK                   | Osaka     | 9e        | 5,76 m |
| 2007 | Wereldatletiekfinale | Stuttgart | 3e        | 5,81 m |
| 2008 | WK indoor            | Valencia  | 2e        | 5,80 m |
| 2008 | OS                   | Peking    | 1e        | 5,96m  |
| 2009 | WK                   | Berlijn   | 1e        | 5,90 m |
| 2010 | WK Indoor            | Doha      | 1e        | 6,01 m |
| 2010 | Continental Cup      | Split     | 1e        | 5,95 m |
| 2010 | Gemenebestspelen     | Delhi     | 1e        | 5,60 m |
| 2012 | OS                   | Londen    | NVT       | NM     |

### Golden League-podiumplaatsen
| Jaar | Wedstrijd             | Plaats      | Resultaat | Extra  |
| ---- | --------------------- | ----------- | --------- | ------ |
| 2006 | Golden Gala           | Rome        | 2e        | 5,77 m |
| 2006 | Weltklasse Zürich     | Zürich      | 2e        | 5,85 m |
| 2006 | ISTAF                 | Berlijn     | 1e        | 5,96 m |
| 2008 | Meeting Gaz de France | Saint-Denis | 1e        | 5,70 m |

### Diamond League-podiumplaatsen
| Jaar | Wedstrijd         | Plaats   | Resultaat | Extra  |
| ---- | ----------------- | -------- | --------- | ------ |
| 2010 | Adidas Grand Prix | New York | 2e        | 5,80 m |
| 2010 | Athletissima      | Lausanne | 2e        | 5,80 m |

1896: Welles Hoyt ·
1900: Irving Baxter ·
1904: Charles Dvorak ·
1908: Edward Cook & Alfred Gilbert ·
1912: Harry Babcock ·
1920: Frank Foss ·
1924: Lee Barnes ·
1928: Sabin Carr ·
1932: Bill Miller ·
1936: Earle Meadows ·
1948: Guinn Smith ·
1952: Bob Richards ·
1956: Bob Richards ·
1960: Don Bragg ·
1964: Fred Hansen ·
1968: Bob Seagren ·
1972: Wolfgang Nordwig ·
1976: Tadeusz Ślusarski ·
1980: Władysław Kozakiewicz ·
1984: Pierre Quinon ·
1988: Serhij Boebka ·
1992: Maksim Tarasov ·
1996: Jean Galfione ·
2000: Nick Hysong ·
2004: Tim Mack ·
2008: Steven Hooker ·
2012: Renaud Lavillenie ·
2016: Thiago Braz da Silva ·
2020: Armand Duplantis ·
2024: Armand Duplantis
1983 Serhij Boebka · 
1987 Serhij Boebka · 
1991 Serhij Boebka · 
1993 Serhij Boebka · 
1995 Serhij Boebka · 
1997 Serhij Boebka · 
1999 Maksim Tarasov · 
2001 Dmitri Markov · 
2003 Giuseppe Gibilisco · 
2005 Rens Blom ·
2007 Brad Walker ·
2009 Steven Hooker ·
2011 Paweł Wojciechowski ·
2013 Raphael Holzdeppe ·
2015 Shawnacy Barber ·
2017 Sam Kendricks ·
2019 Sam Kendricks ·
2022 Armand Duplantis ·
2023 Armand Duplantis